# Classe Kaiser Friedrich III
La classe Kaiser Friedrich III est une série de cuirassés pré-Dreadnought construits au début du XXe siècle par la Marine impériale allemande. 

## Les navires de cette classe
Chacun des cinq navires qui composent cette classe est baptisé du nom d'un empereur allemand.
- Le SMS Kaiser Friedrich III est mis sur cale en mars 1895 au chantier naval de Wilhelmshaven,
- suivi par le Kaiser Wilhelm II en octobre 1896.
- La construction du SMS Kaiser Wilhelm Der Grosse débute en janvier 1898 à Kiel,
- suivie par celle du Kaiser Barbarossa en août de la même année à Dantzig
- et par celle du Kaiser Karl Der Große un mois plus tard, en septembre à Hambourg.

La construction des cinq cuirassés est achevée en 1901.
Ils sont assignés lors de leur mise en service à la Ire escadre de la flotte de ligne allemande. Du fait de leur ancienneté à l'aube de la Première Guerre mondiale, ils seront rétrogradés en seconde ligne. Ils sont définitivement retirés de la flotte militaire allemande en 1916.

## Caractéristiques techniques

### Caractéristiques générales
Les navires de la classe Kaiser Friedrich III affichent une longueur de flottaison de 120,9 mètres (397 pieds) pour une longueur totale de 125,3 mètres (411 pieds). La plus grande grande largeur ou maître-bau des cuirassés est de 20,4 mètres, et le tirant d'eau est de 7,89 m (25,9 pieds) standard et 8,25 mètres (27,1 pieds) à pleine charge. Leur déplacement en charge est de 11 785 tonnes. Des pièces en acier transversales et longitudinales constituent le cadre des navires Kaiser Friedrich classe III, les tôles en acier de la coque étant rivées sur le cadre. La coque contient douze compartiments étanches et un double fond sur 70 % de sa longueur.

### Propulsion
Les cuirassés de la classe Kaiser Friedrich III sont propulsés par trois groupes de machines à vapeur à triple expansion entrainant trois hélices. Le Kaiser Friedrich III, le Kaiser Barbarossa et le Kaiser Wilhelm der Große sont équipés d'hélices de 4,5 mètres (15 pieds) de diamètre, tandis que deux des trois hélices qui équipent le Kaiser Karl der Große et le Kaiser Wilhelm II sont d'un diamètre inférieur, de 4,2 mètres (14 pieds). Ces derniers sont également équipés d'une quatrième hélice, située au centre du navire, d'un diamètre de 4,2 mètres. Les machines sont alimentées en vapeur par douze chaudières à charbon, dont quatre chaudières Thornycroft sur le Kaiser Friedrich III et quatre chaudières multitubulaires de marine sur le Kaiser Wilhelm II. Le Kaiser Wilhelm der Große et le Kaiser Barbarossa possèdent quant à eux de dix chaudières dont six chaudières cylindriques, ainsi que quatre chaudières multitubulaires de marine pour le Kaiser Wilhelm der Große et quatre chaudières Thornycroft pour le Kaiser Barbarossa. Enfin, le Kaiser Karl der Große est alimenté en vapeur par dix chaudières, dont six chaudières cylindriques et quatre chaudières multitubulaires de marine.

## Service actif

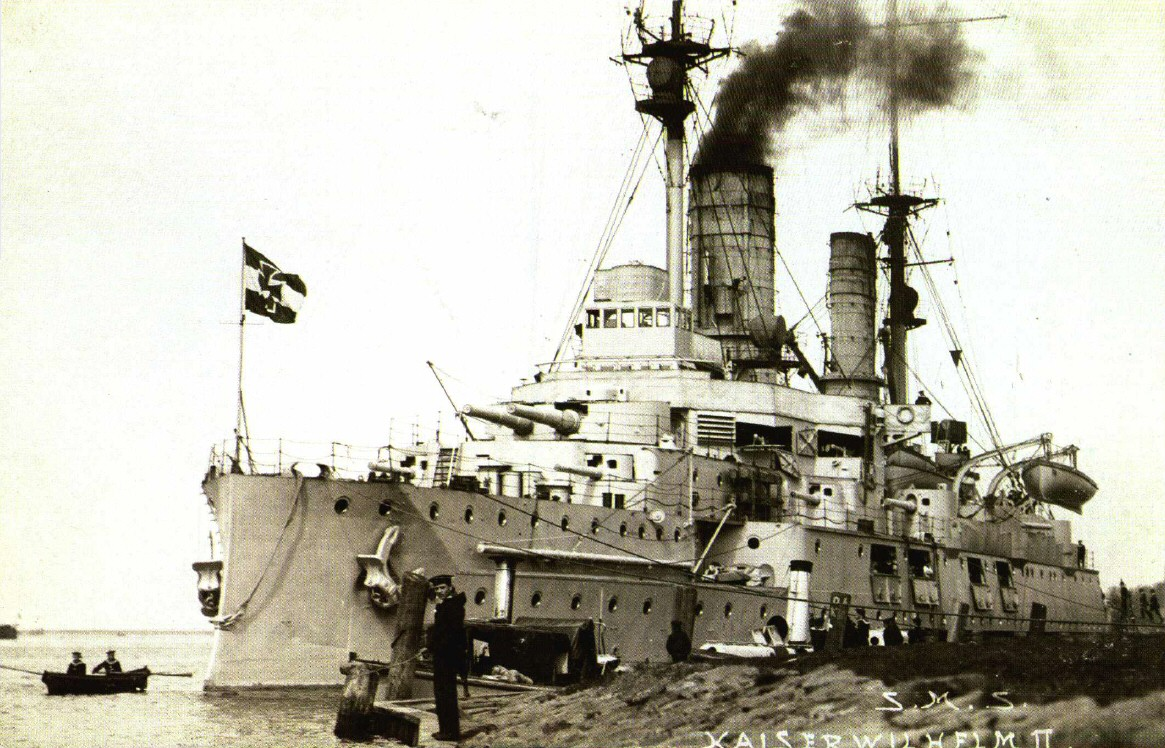
Le Kaiser Wilhelm II à Swinemunde, vers 1910

Lors de sa mise en service, le Kaiser Wilhelm II est porté au rang de navire amiral de la flotte allemande, rang qu'il sert jusqu'en 1906. Les quatre autres cuirassés de la classe sont assignés au Ier escadron de la flotte de ligne allemande, dans laquelle ils resteront 10 ans durant. Les cinq bâtiments prennent part, avec le reste de la flotte de guerre, à d'importantes manœuvres d'entrainement en septembre 1902. Durant ces exercices, les cuirassés à l'exception du Kaiser Friedrich III jouaient le rôle de la flotte ennemie. En tant que navire amiral, le Kaiser Wilhelm II a accueilli à son bord l'empereur Guillaume II d'Allemagne, et servait lors de ces manœuvres de navire d'observation pour le commandement.

## Sources
- (en) Cet article est partiellement ou en totalité issu de l’article de Wikipédia en anglais intitulé « Kaiser Friedrich III class battleship » (voir la liste des auteurs).